# Planoles
Planoles est une commune d'Espagne dans la communauté autonome de Catalogne, province de Gérone, de la comarque du Ripollès.

## Géographie

### Localisation
Planoles est une commune située dans les Pyrénées.

### Communes limitrophes
|       | Valcebollère (France) | Queralbs        |
| Toses | Planoles              | Ribes de Freser |
|       | Gombrèn               | Campelles       |